# Astragalus heterotrichus
Astragalus heterotrichus är en ärtväxtart som beskrevs av Nikolai Fedorovich Gontscharow. Astragalus heterotrichus ingår i släktet vedlar, och familjen ärtväxter. Inga underarter finns listade i Catalogue of Life.